# CORA (Чили)
Корпорация аграрной реформы (исп. Corporación de la Reforma Agraria, CORA) — бывшая чилийская государственная компания, управлявшая процессом раздела земли во времена аграрной реформы. Была основана в соответствии со статьёй 11 Закона об аграрной реформе № 15020 от 1962 года, во время правления Хорхе Алессандри. Но во время правления Эдуардо Фрея Монтальвы реформа была расширена Законом № 16 640 от 1967 года, который установил новые правила, требования и условия для CORA.
CORA была утилизирована 12 декабря 1978 г. законом № 2405, поскольку её функции перешли новой организации — Управлению Нормализации Аграрной Политики (ODENA), которое было призвано положить конец вопросам, которые все ещё оставались нерешёнными и находились в ведении CORA.